# بنك الصين للاستيراد والتصدير
بنك الصين للاستيراد والتصدير (Chexim - China Exim Bank) هو واحد من ثلاثة بنوك مؤسسية في الصين مُستأجرة لتنفيذ سياسات الدولة في الصناعة والتجارة الخارجية والاقتصاد والمساعدات الخارجية إلى البلدان النامية الأخرى، وتقديم الدعم المالي للسياسات من أجل تشجيع تصدير المنتجات والخدمات الصينية. أنشئ البنك عام 1994، وهو تابع لمجلس الدولة.

## وصلات خارجية
- Official website of China Exim Bank (in English)